# Нетурей карта
[[Файл:No Israel.svg|thumb|Знак «Нет Израилю», часто используемый «Нетурей карта»]

Знак «Нет Израилю», часто [https://web.archive.org/web/20061211111351/http://www.nkusa.org/ используемый «Нетурей карта»

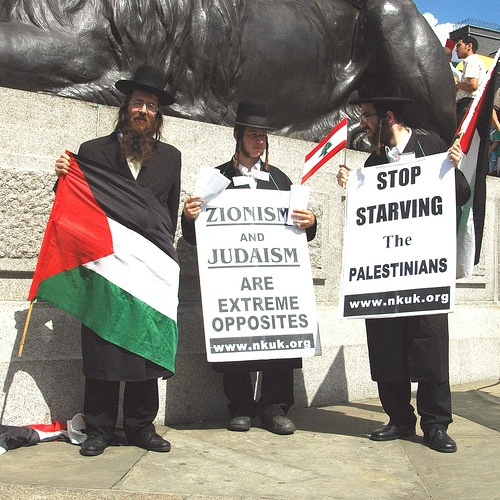
Антисионистский пикет «Нетурей карта» в Лондоне во время Второй ливанской войны (июль 2006)

Нетуре́й ка́рто (также Нетурей карта, Натурей карта; иудео-арамейский נְטוּרֵי קַרְתָּא; вариант נָטוֹרֵי קַרְתָּא, Наторе́й ка́рта — «стражи города») — иудейское религиозное движение, резко выступающее не только против сионизма (как и некоторые другие ультраортодоксальные течения), но и против существования Государства Израиль.
Провозглашает невозможность суверенитета евреев над Землёй Израиля до прихода Мессии. Существование Израиля и сионизм, по мнению Нетурей карта, противоречат закону Торы. Наиболее важные запреты — 1) евреям нельзя самим пытаться приблизить Избавление и обрести политическую независимость. Основано на заклятиях в Талмуде Кетувот 2) Евреям нельзя создавать общину (или государство), которое не руководствуется законом Торы (в данном случае — мнением выборных членов Кнессета). Это является восстанием против власти Всевышнего и расторжением союза между Богом и народом Израиля.
Истребление евреев, в том числе и Холокост, по их мнению, является «результатом действия сионистов», и даже «наказанием еврейскому народу за его грехи» и сионизм.
В палестино-израильском конфликте поддерживают палестинскую сторону, поддерживая Организацию освобождения Палестины (ООП), как под руководством Ясира Арафата, так и в настоящее время.

## О названии
Название организации взято из мидраша, в котором приведён следующий рассказ: рав Ами и рав Аси однажды пришли в город. Они спросили его обитателей: Кто стражи города?
Жители города указали им на солдат и полицию. На что мудрецы ответили: «Эти не нетурей карта (стражи города), это — разрушители города. Настоящие Нетурей карта — мудрецы и благочестивые люди. Благодаря им город защищён».

## История
Нетурей карта возникла в 1935 году, в настоящее время насчитывает около 5000 членов, часть из них сосредоточены в Иерусалиме, располагает четырьмя основными синагогами: Tora Ve’Yira — в Иерусалиме, Tora U’Tefila — в Лондоне, Tora U’Tefila — в Нью-Йорке, Beis Yehudi — в Монси, штат Нью-Йорк).

## Взгляды
«Стражи города» утверждают следующее:
1. Еврейский народ и «Государство Израиль» — это не одно и то же. Бог установил еврейскому народу быть в изгнании две тысячи лет, и за это время народ не был вовлечён в политику; единственная цель еврейского народа — изучение и выполнение Божественных заповедей.
2. «Государство Израиль» было создано сионистским движением — политической организацией, и сионисты установили контроль над еврейским народом при помощи террора, хитростей и ложной пропаганды.
3. Религиозные евреи, которые склоняются к сионизму, искажают Тору, приводя из неё цитаты, говорящие о том, что Создатель дал евреям Землю Обетованную, и опуская цитаты, говорящие о том, что Он забрал её у них, чтобы казалось, будто евреям разрешено иметь своё собственное государство.

По мнению лидеров организации, это следует из того, что Бог установил три определения, когда он отослал еврейский народ в изгнание:
1. евреи не должны никогда стремиться сами восстановить своё государство;
2. они не должны восставать против народов, давших им убежище;
3. не приближать время избавления (даже молитвой)[7].

## Цитаты
Они злодеи не потому что они сионисты. Они сионисты, потому что они злодеи.
раввин г. Насод рабби Авраам Йешуа Фрайнд

...также и в Святой Земле - ясно как солнце, что Святая Земля извергнет их из себя, потому что Святая Земля - это дворец Небесного Царя и не выдерживает нарушающих Тору и тем более - нарушающих "на зло" (леhах'ис). Я не пришёл здесь ни благословлять ни проклинать, но поскольку слова эти написаны в Торе, они обязательно осуществятся.
раввин Эльхонон Вассерман

По поводу вашего вопроса о сионистах и их банке, отвечаю вкратце : Даже если бы эти люди были верны Всевышнему и Его Торе, и также если можно было бы подумать, что они смогут достигнуть своей цели - то нам нельзя их слушать в этом (чтобы сделать наше избавление своими руками). Ведь нам даже запрещено приближать избавление умножая молитвы о нём (см. РаШи Кесувойс 111а и см. Мидраш Шир-ха-Ширим 2) - и тем более применяя материальные усилия и хитрости. А именно, выйти из изгнания силой - мы не имеем права. И не от этого будет наше избавление и выкуп души нашей. И в частности — что это против нашей истинной надежды, ведь всё наше ожидание и надежда - что приведёт Святой, да будет Он благословен, нам праведного Мошиаха вскоре в наши дни и будет наше избавление [руками] Самого Всевышнего... И если не дай Б-г удастся им завладеть (святой) землёй, как они мечтают, то они загрязнят и осквернят её своими мерзостями и злодейскими делами и удлинят этим (не дай Б-г) время изгнания.
раввин Шолом-Дов-Бер адмор из Любавич

## Поддержка антиизраильских действий
Раввин Моше Гирш, «так называемый министр иностранных дел „Нетурей карта“» (министр по еврейским делам ПНА) и глава одной из её групп, был советником Арафата и, согласно ряду источников, получал от Арафата крупные суммы денег на организацию пропагандистских кампаний. Так, 2002 году, «во время операции „Защитная стена“ Арафат перевёл на счета „Нетурей карта“ 55 000 долларов» (сам М. Гирш эти факты отрицал). В марте 2006 года «Нетурей карта» пыталась установить контакты с организацией ХАМАС, чтобы вновь добиться поста советника для М. Гирша, а во время Второй ливанской войны поддержала действия Хезболлы, обвинив «сионистское государство» в «провокации арабских соседей». Сын М. Гирша, раввин Исраэль Гирш, также встречался с Арафатом, с руководителями ХАМАСа, в том числе с А. аль-Рантиси, и с лидером исламских экстремистов США Луисом Фарраханом, «известным своими антисемитскими и антиизраильскими высказываниями».
За участие в попытках прорыва блокады Сектора Газа премьер-министр правительства сектора Исмаил Хания назвал их «героями».
Постоянно поддерживая антиизраильские действия Ирана, в 2006 году «Нетурей карта» приняла участие в организованной его президентом Махмудом Ахмадинежадом конференции «Обзор Холокоста: глобальное видение». Проведение конференции и её результаты были подвергнуты критике некоторыми представителями общественности Ирана, в том числе, иранских евреев, считающих возмутительным отрицание Холокоста.
Страны Европы, США и Израиль выразили официальный протест. В Германии была организована ответная конференция. Проведение конференции в Тегеране стало одним из поводов для принятия 26 января 2007 года, накануне Международного дня памяти жертв Холокоста, Генеральной Ассамблеей ООН специальной Резолюции 61/255 «Отрицание Холокоста», осуждающей без каких-либо оговорок любое его отрицание.
После начала войны в Газе 7 октября 2023 года, движение «Нетурей карто» приняло максимально активное участие в мероприятиях, поддерживающих жителей Газы и ХАМАС, невзирая на то, что часть таких акций проводится по субботам и сопряжена с нарушениями Галахи. В частности, члены «Нетурей карто» участвовали в похоронах главы политбюро ХАМАС Исмаила Хании, убитого 31 июля 2024 года в Тегеране.

## Критика
Участие делегации «Нетурей карта» в тегеранской конференции вызвало жестокую критику со стороны официальных органов и общественного мнения Израиля, религиозных евреев по всему миру.

Только помешательством можно объяснить тот факт, что в то время, когда на улицах встречаются люди с лагерными номерами на руках, ещё находятся евреи, готовые помогать отрицателям Катастрофы.— Исраэль Меир Лay — бывший главный раввин Израиля, ныне раввин Тель-Авива

«Нетурей карта» очень выгодны Ахмадинежаду […] Он говорит: вот видите, даже евреи отрицают Холокост. И люди ему верят. А ведь эта жалкая кучка отщепенцев не представляет 13 млн евреев мира. — раввин Фридман (Иерусалим)
Главный раввин Израиля Йона Мецгер призвал раввинов всего мира бойкотировать членов «Нетурей Карта», участвовавших в конференции в Тегеране. Мецгер заявил, что
Они предали еврейский народ и своё наследие, они надругались над памятью о трагедии Холокоста.
Высший раввинатский суд справедливости (БАДАЦ) сатмарских хасидов опубликовал постановление, гласящее, что:
… сатмары осуждают поведение раввинов из движения «Нетурей карта», которые приехали в Тегеран для участия в конференции отрицателей Холокоста.
Российский раввин Адольф Шаевич назвал конференцию «собранием подлецов».
Обструкции со стороны членов их религиозных общин подверглись практически все участники тегеранской делегации «Нетурей карта».
Раввин Моше Арье Фридман из Вены после своего поцелуя с Ахмадинежадом был избит группой религиозных евреев во главе с основателем организации ЗАКА Йегудой Меши-Заавом; жена Фридмана решила с ним развестись, посчитав «оскорбительным поцелуй её Моше с иранским руководителем». Венская еврейская община приняла решение изгнать Фридмана — «за антисемитизм, клевету в адрес Израиля и нарушение шаббата», так как в одну из суббот он участвовал в демонстрации.